# Токай-Мару (519)
Токай-Мару (519) — транспортне судно, яке під час Другої світової війни брало участь у операціях японських збройних сил на Тихому океані. 
Судно спорудили в 1943 році на верфі Mizuno у Куре для компанії Tokai Kisen. 
13 липня 1943-го «Токай-Мару» знаходилось у морі Хальмахера біля північно-східного завершення однойменного острова. Тут воно було виявлене та потоплене американськими літаками B-25.